# Aitor Cantalapiedra
Aitor Cantalapiedra Fernández (* 10. Februar 1996 in Barcelona) ist ein spanischer Fußballspieler. 

## Karriere
Mit dem Fußballspielen begann Aitor Cantalapiedra bereits im Alter von fünf Jahren bei Cinc Copes, einem Verein aus seiner Geburtsstadt Barcelona. In den folgenden Jahren spielte er für eine Reihe von Jugendvereinen aus Barcelona, zu denen bekannte Vereine wie der FC Barcelona oder Espanyol gehörten.
2015 wechselte Cantalapiedra zum FC Barcelona B. Sein Debüt in der Segunda División B gab er am 22. August 2015 bei der 1:2-Niederlage gegen seinen früheren Jugendverein Cornellà. Am 28. Oktober des gleichen Jahres absolvierte er sein erstes Pflichtspiel für die erste Mannschaft Barcelonas. Im Rahmen eines 0:0-Hinspiels um den spanischen Vereinspokal bei CF Villanovense, wurde er in der 64. Minute eingewechselt. Beim anschließenden Rückspiel, welches Barcelona mit 6:1 für sich entscheiden konnte und den Einzug ins Achtelfinale bedeutete, stand Cantalapiedra die komplette Spielzeit auf dem Feld. Barcelona konnte am Ende der Saison den Pokal mit 2:0 gegen den FC Sevilla gewinnen, Cantalapiedra kam jedoch zu keinem weiteren Einsatz.
2016 wechselte Cantalapiedra zum FC Villarreal, wo er jedoch vorwiegend in der zweiten Mannschaft zum Einsatz kam. Nach einer weiteren Saison bei Sevilla Atlético, der zweiten Mannschaft des FC Sevilla, wechselte er 2018 zu Twente Enschede. In seiner ersten Saison trug er mit 13 erzielten Toren zum Aufstieg Enschedes am Ende der Saison in die höchste Liga der Niederlande bei. Bis zum Abbruch der Saison 2019/2020 aufgrund der COVID-19-Pandemie hatte Cantalapiedra sieben Tore erzielt.
Am 24. Juni 2020 gab Panathinaikos Athen die Verpflichtung Cantalapiedra für die nächsten drei Jahre bekannt.